# Dactylospora tegularum
Dactylospora tegularum är en lavart som först beskrevs av Johann Franz Xaver Arnold, och fick sitt nu gällande namn av Hafellner 1979. Dactylospora tegularum ingår i släktet Dactylospora och familjen Dactylosporaceae.   Inga underarter finns listade i Catalogue of Life.